# 荒木美裕
荒木 美裕（あらき みゆう、1996年2月27日 - ）は日本の女性ファッションモデル。長崎県出身。元アミューズ所属。

## 略歴
2007年、愛読していたファッション雑誌「ラブベリー」の第7回専属モデルオーディションの募集告知を見つけ、すぐさま応募。意志の強そうな目と将来性をかわれ特別賞を受賞、専属モデルとなる。

## 人物
「ラブベリー」編集スタッフからは、まっすぐで明るい性格と評されている。

## 出演

### 雑誌
- ラブベリー（2007年 - 2011年3月号、徳間書店） - 専属モデル[4]

### テレビドラマ
- 熱海の捜査官（2010年、テレビ朝日） - 大瀬遙 役
- 学校のカイダン（2015年、日本テレビ） - 桐生美希 役[5]